# Toxorhina biceps
Toxorhina biceps är en tvåvingeart som beskrevs av Alexander 1931. Toxorhina biceps ingår i släktet Toxorhina och familjen småharkrankar. Inga underarter finns listade i Catalogue of Life.